# MI8
MI8 (Military Intelligence, Section 8, sv: Militära underrättelsetjänsten, sektion 8) var en brittisk underrättelsegrupp ansvarig för signalspaning. Organisationen grundades 1914. Ursprungligen bestod MI8 av fyra delar: MI8(a) hade hand om trådlös kommunikation, MI8(b) var stationerade på General Post Office där de hämtade underrättelser från kommersiella och handelskablar, MI8(c) distribuerade underrättelser som framkommit i censurapparaten, MI8(d) samarbetade med kommersiella kabelbolag. 
Under första världskriget var MI8-officerare stationerade vid kabelterminalerna i Poldhu Point och Mullion i Cornwall, samt Clifden i County Galway fram till 1917 då dessa togs över av Admiralitetet. Under andravärldskriget var de bland annat ansvariga för de brittiska Y-stationerna och radiosäkerhetstjänsten.

## Historia
MI8 var signalspaningssektionen under det brittiska krigsdepartementet. De drev det världsomspännande nätverket av så kallade Y-stationer, vilka tog emot radiosignaler och kabelbundna signaler. Mellan slutet av 1939 fram till mitten av 1941 hade MI8c även hand om Radio Security Service, innan denna del lämnades över till MI6. Det finns inte så mycket information tillgänglig om MI8:s roll och verksamhet. Det som finns tillgängligt för allmänheten gäller framför allt den del som lämnades över till MI6 under 1941 och de Y-stationer som användes under båda världskrigen. 